# Haus Vionville

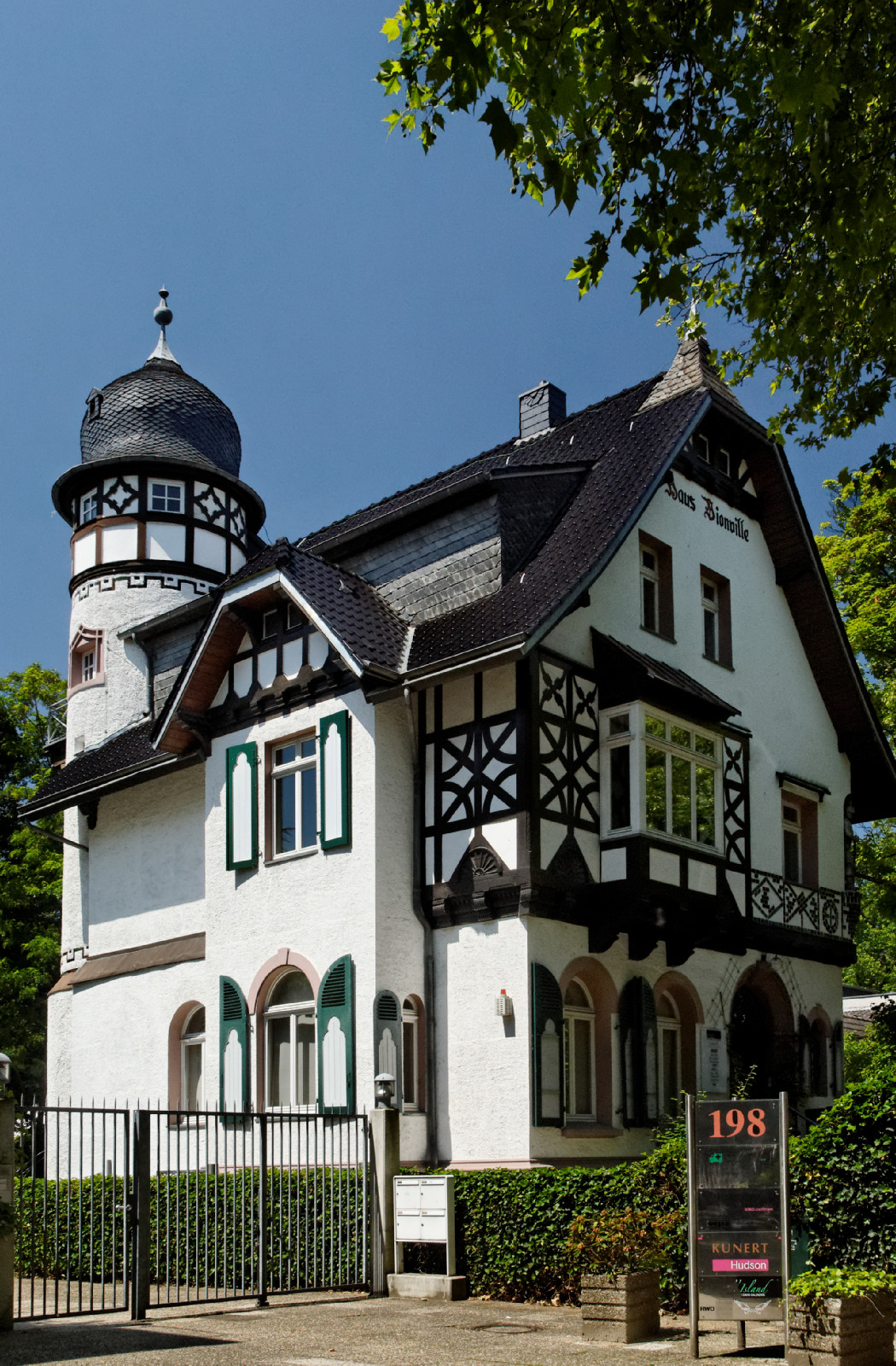
Haus Vionville

Das Haus Vionville, ursprünglich auch Haus Rocholl, ist ein Wohnhaus in Düsseldorf-Golzheim, Kaiserswerther Straße 200. Das giebelständige, zweigeschossige Haus wurde 1893–1894 von den Düsseldorfer Architekten Klein & Dörschel für den Maler Theodor Rocholl erbaut. Es wurde im Stil der Neorenaissance errichtet und spiegelt durch einen runden Eckturm mit glockenförmiger Haube, durch Erker, Natursteinsockel, Fachwerk, Fensterläden und Krüppelwalm die Bauweisen, Formen und Materialien einer ländlichen und das Landleben romantisierenden Architektur wider. Damit bezog sich das Haus auch auf die damals noch vorhandene dörfliche Struktur Golzheims. „Sowohl in der Grundrissausbildung wie in der Außenarchitektur ist das Haus seiner ländlichen Umgebung angepasst worden.“

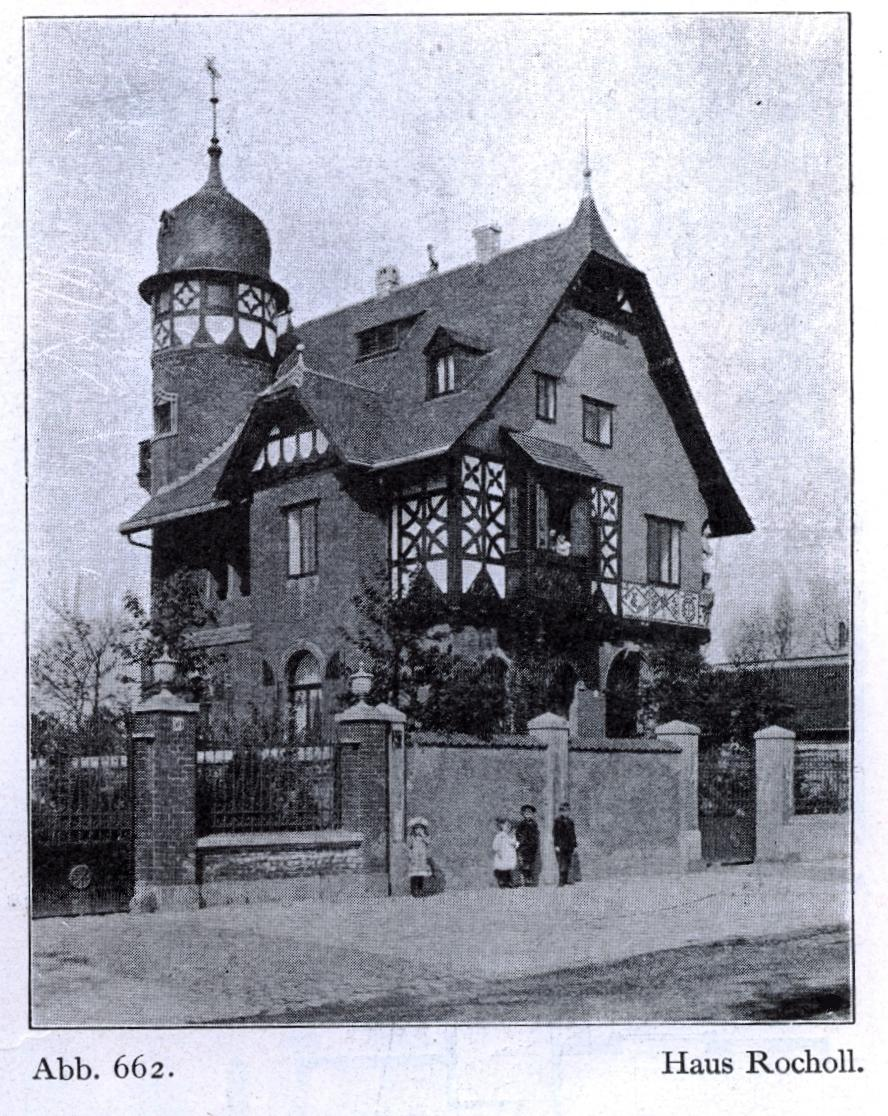
Foto, um 1900
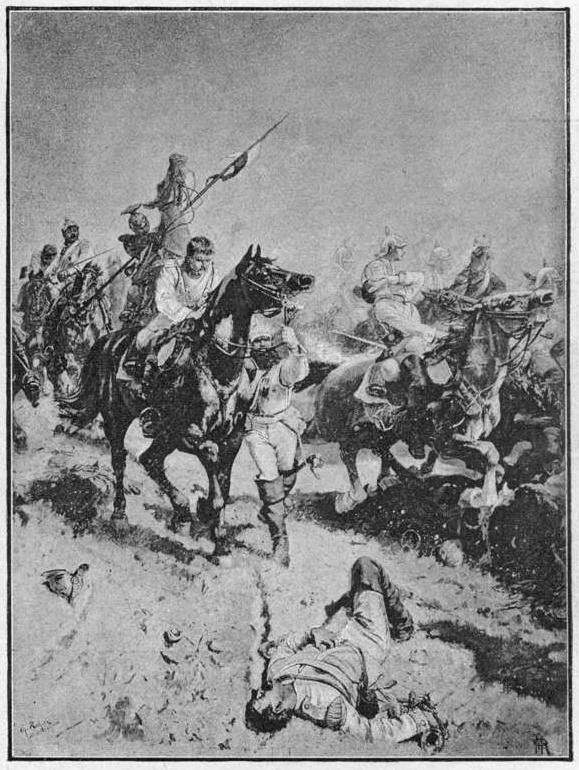
Episode aus der Schlacht von Vionville: Wachtmeister Kaiser rettet den schwerverwundeten Leutnant von Sierstorff aus der Schlacht, 1888, Schwarz-Weiß-Wiedergabe eine Gemäldes von Theodor Rocholl

Der Name des Hauses nimmt Bezug auf Bilder wie der Todesritt von Vionville (1887), Gemälde Rocholls zur Schlacht von Vionville, mit denen dieser „in die erste Reihe deutscher Kriegsmaler getreten“ war.